# Thomas Forsyth
Thomas Forsyth, född 5 december 1771 i Detroit, död 29 oktober 1833 i St. Louis, var en amerikansk pälshandelsentreprenör och indianagent. Han var allmänt känd som "major Forsyth".

## Pälshandlare

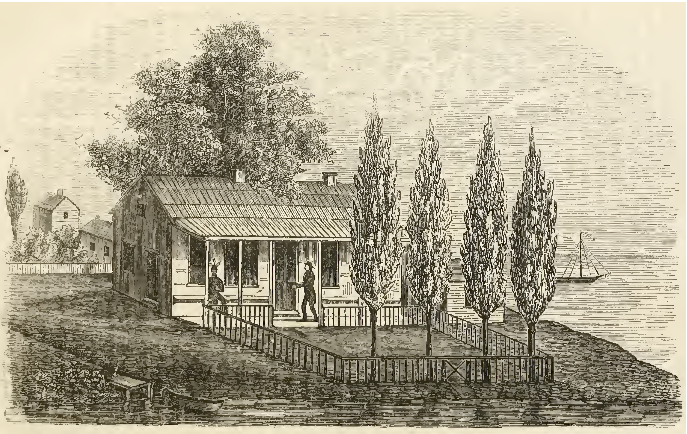
Kinzie, Forsyth and Co:s kontor i Chicago.

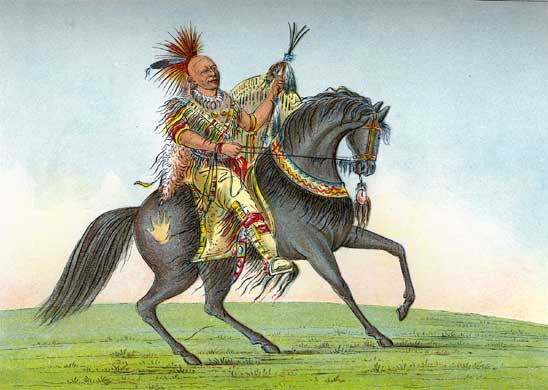
Keokuk var en saukledare, som arbetade för fred med amerikanerna.

Thomas Forsyth började sitt yrkesliv som pälshandlare 1790. Han bodde då flera år med odaawaaindianerna nära vad som i dag är Saginaw, Michigan. Sedan Detroit övertagits av USA 1796, etablerade han en handelsstation nära dagens Quincy, Illinois. Han bildade ett handelsbolag med sin halvbror John Kinzie, Kinzie, Forsyth and Co. Bolaget öppnade en handelsbod i Chicago 1802, där Kinzie bosatte sig, och en handelsbod i Peoria, Illinois 1804, där Forsyth bosatte sig. De anlade också handelsstationer längs Rock River och norr om Milwaukee samt längs Illinoisfloden och Kankakeefloden.  
När 1812 års krig bröt ut flyttade Forsyth till Saint Louis, där han med tiden blev en av stadens ledande affärsmän. Efter kriget återupptog Forsyth sina handelsförbindelser med Sauk och Mesquakie-indianerna med en handelsstation vid Fort Armstrong, Rock Island. 

## Indianagent
Thomas Forsyth var 1812-1819 underagent för indianerna i Illinois, stationerad i Peoria, och 1819-1830 agent för Sauk och Mesquakie-indianerna, stationerad vid Fort Armstrong.  Under 1812 års krig lyckades Forsyth, i ständig tävlan med den brittiska indianagenten Robert Dickson, övertala potawatomiindianerna att förbli neutrala. Därigenom skyddades de amerikanska bosättningarna i Illinois från brittisk-indianska överfall. Han löste även ut amerikaner som tillfångatagits av fientliga grupper.
Som indiagent hade Forsyth till uppgift att administrera de åtaganden som den amerikanska regeringen gjort genom fördrag med de olika indiannationerna, utfärda handelslicenser, övervaka efterlevnaden av det regelverk som reglerade pälshandeln, ge presenter till de mest framstående indianledarna och ta emot besökande indianer. Forsyth deltog också i de förhandlingar som berörde indianerna i Illinois och Wisconsin och tillhörde de som undertecknade de olika fördragen på den amerikanska regeringens vägnar.   Det var också han som distribuerade den köpeskilling som den amerikanska regeringen erlade till dakotaindianerna för den mark de avstod när Fort Snelling anlades.
Forsyth lyckades med tiden provocera och förarga sin närmaste överordnad, William Clark, officiellt genom att inte förbli vid Fort Armstrong när Sauk och Mesquakie-indianerna om hösten lämnade sina byar för den årliga vinterjakten, men i själva verket kanske främst för att han inte respekterade Clark, som han ansåg vara egennyttig och oärlig. Clark framförde officiella klagomål mot Forsyth till krigministern och han blev 1830 avsatt från sin befattning som indianagent. Forsyth kom sedermera att anklaga Clark för att vara direkt ansvarig för Black Hawk-krigets utbrott, som ju inträffade ganska snart efter att han fått avsked. Forsyth var även en kritiker av president Jackson indianpolitik. Eftersom han hade goda förbindelser med de grupper han hade ansvar för, och ofta tog deras parti, kan hans avsättning ha upplevts som ytterligare en kränkning vilken bäddade för det kommande kriget. Hans efterträdare Felix St. Vrain, tog också en klarare ställning för de amerikanska bosättarna än för indianerna.

## Familj
Thomas Forsyths far, William Forsyth, var född i Blackwatertown i Ulster och var av skotsk börd och presbyterian till religionen. Han flyttade till New York omkring 1750 och deltog som soldat i den brittiska erövringen av Kanada. Han kom att stationeras i Fort Detroit; när kapitulationstiden var utgången bosatte han sig där. I Detroit gifte han sig med Anne McKenzie, som var änka och blev Thomas mor.
Thomas Forsyth gifte sig 1804 med Keziah Malotte. Keziah hade i sin barndom varit fånge hos shawneerna tillsammans med sin mamma och flera syskon. Tillsammans fick de tre söner och en dotter. 